# Nayel Mehssatou
Nayel Mehssatou, de son nom complet Nayel Rayan Mehssatou Sepúlveda, né le 8 août 2002 à Bruxelles en Belgique, est un footballeur international chilien qui joue au poste d'arrière droit au Standard de Liège.

## Biographie

### Naissance et jeunesse
Nayel Mehssatou naît à Bruxelles (Belgique) d'un père marocain et d'une mère chilienne. Le joueur grandit avec ses parents, mais aussi avec son grand père Pedro Sepúlveda, s'étant exilé de Colbún au Chili en septembre 1973 pour s'installer en Belgique.
Il débute le football à l'âge de sept ans dans le club amateur de Toekomst Relegem, avant d'intégrer en 2009 l'académie du RSC Anderlecht.
Prenant part à l'UEFA Youth League, à ses dix-sept ans, Nayel Mehssatou dispute ses matchs en équipe B d'Anderlecht. En janvier 2022, âgé alors de dix-neuf ans, il décide de quitter le club en déclarant : « Je suis resté à Anderlecht pendant treize ans et je suis très reconnaissant envers ce club pour l'encadrement professionnel que j'y ai reçu. C'était une décision très difficile de quitter le club ».

### Carrière professionnelle en club

#### KV Courtrai
Le 21 janvier 2022, il signe un contrat de deux saisons et demie au KV Courtrai. 
Le 5 mars 2022, il dispute son premier match professionnel en championnat face à l'Union saint-gilloise (défaite, 2-3). Il devient alors titulaire régulier à Courtrai pendant trois saisons, ayant prolongé son contrat d'une année, jusqu'en 2025. Lors du championnat de Belgique 2024-2025, il ne peut éviter la descente des Kerels en division 2.

#### Standard de Liège
Le 20 juin 2025, le Standard de Liège officialise son arrivée en bord de Meuse suite à un transfert libre et un contrat pour trois saisons.

### En sélection
Nayel Mehssatou a la particularité d'avoir joué en équipes de jeunes pour trois sélections nationales différentes : le Maroc, le Chili et la Belgique.
Le 24 mai 2022, il est convoqué par le sélectionneur Eduardo Berizzo pour trois matchs pour le Chili : la Corée du Sud, la Tunisie et le Ghana,.
Le 6 juin 2022, il débute en tant que titulaire à Daejeon face à la Corée du Sud et dispute 90 minutes sous le numéro 6 (défaite, 2-0). Le 10 juin, il entre en jeu à la 83e minute à la place de Alejandro Rojas face à la Tunisie à Kobe (défaite, 0-2). Le 14 juin, il débute à nouveau titulaire face au Ghana, jouant 120 minutes à l'occasion de la Coupe Kirin 2022 (match nul, 0-0, défaite aux penaltys). De retour en Belgique, Nayel Mehssatou retient une expérience positive en citant : « Tous les joueurs ont essayé de m'intégrer en me parlant en espagnol ou en anglais. Ils ont fait un effort, avec Ben Brereton, j'ai pu communiquer en anglais et l'entraîneur (Eduardo Berizzo) m'a également parlé en français . Ils ont tous été très gentils et aimants avec moi. »
Le 23 septembre 2022, il est titularisé en match amical face à l'équipe du Maroc à Barcelone sous le numéro 16 (défaite, 2-0).

## Statistiques
| Saison                | Club                  | Championnat           | Championnat | Championnat | Coupe(s) nationale(s) | Coupe(s) nationale(s) | Supercoupe | Supercoupe | Compétition(s) continentale(s) | Compétition(s) continentale(s) | Compétition(s) continentale(s) | Total | Total |
| Saison                | Club                  | Division              | M.          | B.          | M.                    | B.                    | M.         | B.         | Comp.                          | M.                             | B.                             | M.    | B.    |
| 2021-2022             | KV Courtrai           | Jupiler Pro League    | 5           | 0           | 0                     | 0                     | -          | -          | -                              | -                              | -                              | 5     | 0     |
| 2022-2023             | KV Courtrai           | Jupiler Pro League    | 27          | 0           | 3                     | 0                     | -          | -          | -                              | -                              | -                              | 30    | 0     |
| Sous-total            | Sous-total            | Sous-total            | 32          | 0           | 3                     | 0                     | 0          | 0          | -                              | 0                              | 0                              | 35    | 0     |
| Total sur la carrière | Total sur la carrière | Total sur la carrière | 32          | 0           | 3                     | 0                     | 0          | 0          | -                              | 0                              | 0                              | 35    | 0     |